# Isotopòleg
Els isotopòlegs són molècules que difereixen només en la seva composició isotòpica. En altres paraules, l'isotopòleg d'una espècie química té, com a mínim, un àtom amb un nombre de neutrons diferents que el patró.
Un exemple és l'aigua, que presenta isotopòlegs per l'hidrogen i per l'oxigen. Per part de l'hidrogen es troba:
- Aigua tova: HOH o H₂O, formada per dos protis.
- Aigua semipesant: HDO o ¹H²HO, composta per un nombre igual de protis i deuteris.
- Aigua pesant o aigua deuterada: D₂O o ²H₂O, formada per dos deuteris.
- Aigua semisuperpesant: HTO o ¹H3HO, composta per un proti i un triti.
- Aigua superpesant o aigua tritiada: T₂O o 3H₂O, composta per dos tritis.

D'altra banda, per part de l'oxigen es troba:
- H₂18O
- H₂17O

També hi ha isotopòlegs dels dos àtoms, com ara el D₂18O o ²H₂18O.